# Little Deviants
Little Deviants è un videogioco arcade sviluppato dalla Bigbig Studios per la PlayStation Vita. Little Deviants è l'ultimo gioco della Bigbig dato che la Sony Computer Entertainment ha annunciato la chiusura dello studio il 10 gennaio 2012. Il gioco è stato distribuito il 17 dicembre 2011 in Giappone, il 15 febbraio 2012 in Nord America, e il 22 febbraio 2012 in Europa come titolo di lancio per PlayStation Vita. Little Deviants si compone di 30 minigiochi che fanno uso del touchscreen multitouch della Vita, del posteriore touchpad multitouch, dei controlli Sixaxis di movimento, e della capacità di realtà aumentata, insieme con i controlli tradizionali.

## Modalità di gioco
L'obiettivo di Little Deviants è quello di giocare attraverso i 30 minigiochi del gioco al fine di ricostruire l'astronave Little Deviants, che è stato distrutto dalla Botz.
I minigiochi del gioco approfittano del touchscreen anteriore della PlayStation Vita, del touchpad posteriore, dei controlli Sixaxis, della telecamera posteriore, e della capacità di realtà aumentata.

## Accoglienza
Little Deviants ha ricevuto recensioni generalmente contrastanti da parte della critica. GameRankings dà al gioco una approvazione di 55.12%, mentre Metacritic dà un'approvazione di 57/100 basata su 62 recensioni, indicando "recensioni contrastanti o medi".
IGN ha dato a Little Deviants un 6/10, affermando che "È un pezzo decente di software (certamente troppo costoso). E le sue belle, vivace grafica e sorprendentemente orecchiabile old-school colonna sonora ispirata certamente piacere estetico. Ma un forte gancio non esiste".